# Silolärka
Silolärka (Corypha sharpii) är en fågelart i familjen lärkor inom ordningen tättingar.

## Utseende och läte
Silolärkan är en kraftig roströd lärka med kort huvudtofs, kraftig näbb och en tydlig roströd vingpanel som syns tydligt i flykten. Savannlärka överlappar inte i utbredningsområde och är dessutom större och slankare och har svartaktiga fläckar på halssidorna. Somalialärkan har längre näbb och tuvlärkan är mindre och kallare brun. Ogadenlärkan är slankare och har mer intrikat och kontrasterande ansiktsteckning. Den behagliga sången består av tre toner, med mellersta tonen lägst och sista längst.

## Utbredning och systematik
Fågeln förekommer endast i nordvästra Somalia.  Den kategoriserades tidigare som underart till savannlärka (Mirafra africana) men urskildes 2016 som egen art av BirdLife International, 2022 av tongivande eBird/Clements och 2023 av International Ornithological Congress. Den skiljer sig morfologiskt från alla bestånd av Mirafra africana (numera uppdelad på flera arter), men även genetiskt. Studier från 2023 visar att silolärkan dessutom är inbäddad i Mirafra hypermetra, men utgör där en relativt gammal utvecklingslinje. Författarna till studien rekommenderar därför att hypermetra lärka delas upp i flera arter.

### Släktestillhörighet
Fågeln placerades tidigare i släktet Mirafra, men genetiska studier från 2023 visar att det släktet kan delas upp i fyra klader som är förhållandevis gamla, äldre än flera andra släkten i familjen. Författarna rekommenderar därför att Mirafra delas upp i flera släkten, där savannlärka med släktingar lyfts ut till Corypha. Denna linje följs här.

## Levnadssätt
Silolärkan hittas i öppna områden med gräsmarker i torr savann. Den syns bäst när den sjunger då den reser sig tydligt upp.

## Status
Silolärkan tros ha ett mycket litet bestånd uppskattat till mellan 1000 och 2500 vuxna individer. Den tros också minska i antal till följd av degradering av dess levnadsmiljö. Internationella naturvårdsunionen IUCN kategoriserar den som starkt hotad.